# Jack Rosenthal
Pour les articles homonymes, voir Rosenthal.
Jack Rosenthal est un scénariste, producteur de cinéma et réalisateur britannique né dans une famille juive le 8 septembre 1931 à Cheetham Hill, Manchester (Royaume-Uni), décédé le 29 mai 2004 à Finchley (Royaume-Uni).

## Filmographie

### comme scénariste
- 1963 : On the Knocker (TV)
- 1963 : A Picture of Innocence (TV)
- 1968 : Your Name's Not God, It's Edgar (TV)
- 1972 : Another Sunday and Sweet F.A. (TV)
- 1973 : The Lovers!
- 1974 : "Bootsie and Snudge" (1960) TV Series (writer)
- 1975 : The Evacuees (TV)
- 1976 : Ready When You Are Mr. McGill (TV)
- 1977 : Spaghetti Two Step (TV)
- 1979 : The Knowledge (TV)
- 1980 : The Lucky Star
- 1983 : Le Lieutenant du diable (Der Leutnant und sein Richter) (TV)
- 1983 : Yentl de Barbra Streisand
- 1984 : P'tang, Yang, Kipperbang. (TV)
- 1984 : The Chain
- 1985 : Mrs. Capper's Birthday (TV)
- 1986 : London's Burning: The Movie (TV)
- 1989 : And a Nightingale Sang (TV)
- 1992 : Bye Bye Baby (TV)
- 1993 : Wide-Eyed and Legless (TV)
- 1996 : Eskimo Day (TV)
- 1997 : Cold Enough for Snow (TV)
- 1999 : Captain Jack
- 2003 : Ready When You Are Mr. McGill (TV)

### comme producteur
- 1967 : Coronation Street
- 1970 : The Lovers (série TV)
- 1981 : Continental Divide, de Michael Apted

### comme réalisateur
- 1992 : Bye Bye Baby (TV)